# Tablada
El barrio de Tablada se encuentra en la zona oeste de la ciudad española de Sevilla, y tras el Real de la Feria de Abril. Se encuentra dentro del Distrito Los Remedios.

## Historia y descripción
Aunque el primer partido de fútbol de España tuvo lugar en Jerez de la Frontera en 1869, fue en 1890 cuando se celebró en el hipódromo de Tablada el primer partido de fútbol de España entre dos clubes: el Sevilla Fútbol Club y el Real Club Recreativo de Huelva.
En 1910 tuvo lugar en el hipódromo el primer vuelo sobre Sevilla. En 1923 Alfonso XIII inauguró la Base Aérea de Tablada,  que en la actualidad es un acuartelamiento del Ejército del Aire.
En la década de 1940 se instaló aquí la fábrica de Construcciones Aeronáuticas S. A. (C. A. S. A.), que actualmente es de Airbus Defence and Space. 
El barrio se encuentra junto al Puerto de Sevilla.
Están ubicados en Tablada el Colegio Público Vara de Rey y el Instituto de Educación Secundaria Carlos Haya.